# Затока Щастя
Зато́ка Ща́стя (рос. Залив Счастья) — мілинна лагуна на півдні материкової частини Сахалінської затоки Охотського моря в Хабаровському краї Російської Федерації. Від моря відокремлена островами Чкалова та Байдукова і Петровською косою. Довжина з південного сходу на північний захід — 40 км, ширина близько 8 км.